# Derek Nikitas
Œuvres principales
- Brasiers

Derek Nikitas, né le 13 décembre 1974 à Manchester, dans le New Hampshire, est un écrivain américain de thriller et d'horreur.

## Biographie
Derek Nikitas obtient un baccalauréat en littérature anglaise de l'Université d'État de New York et une maîtrise en écriture de fiction de l'Université de Wilmington en Caroline du Nord.

## Œuvre

### Romans
- Brasiers, Télémaque, 2010 ((en) Pyres, St. Martin's Press (Minotaur Books), 2008)Nommé pour le prix Edgar-Allan-Poe du meilleur premier roman d'un auteur américain 2008 - Réédité aux éditions 10/18, en 2013
- Longue Division, Télémaque, 2013 ((en) The Long Division, St. Martin's Press (Minotaur Books), 2009)Réédité aux éditions 10/18, coll. Domaine policier, en 2014

### Nouvelles
- Ma Dolly, 2014 ((en) My Dolly, Subterranean Press, 2001)in L'Armée des morts, anthologie éditée par Christopher Golden et parue aux éditions Panini en 2014
- (en) Runaway, Minotaur Books, 2008in Killer Year: Stories to Die For..., anthologie éditée par Lee Child